# Angelo Parsi
Angelo Parsi (ur. 16 maja 1800 w Civitavecchia, zm. 24 lutego 1863) – włoski duchowny katolicki, biskup ordynariusz nikopolski w latach 1847–1863.